# Crocidura baletei
Crocidura baletei — вид ссавців із родини Soricidae. Зустрічається в Індонезії. Це ендемік індонезійського острова Сулавесі, де він мешкає на висоті від 1400 до 1600 м над рівнем моря. Має коричневе хутро. Він був названий на честь покійного філіппінського мастолога Данило С. Балета.